# مسجد سنان پاشا (استانبول)
مسجد سنان پاشا (ترکی استانبولی: Sinan Paşa Camii) یک مسجد از دوران امپراطوری عثمانی است که در منطقه ای پرجمعیت بشیکتاش در شهر استانبول ترکیه واقع شده‌است. این بنا توسط معمار معروف عثمانی به نام معمار سینان برای دریاسالاری به نام سنان پاشا ساخته شده‌است. آرامگاه بارباروس خیرالدین پاشا نیز درست روبروی آن در سمت مقابل خیابان قرار دارد.

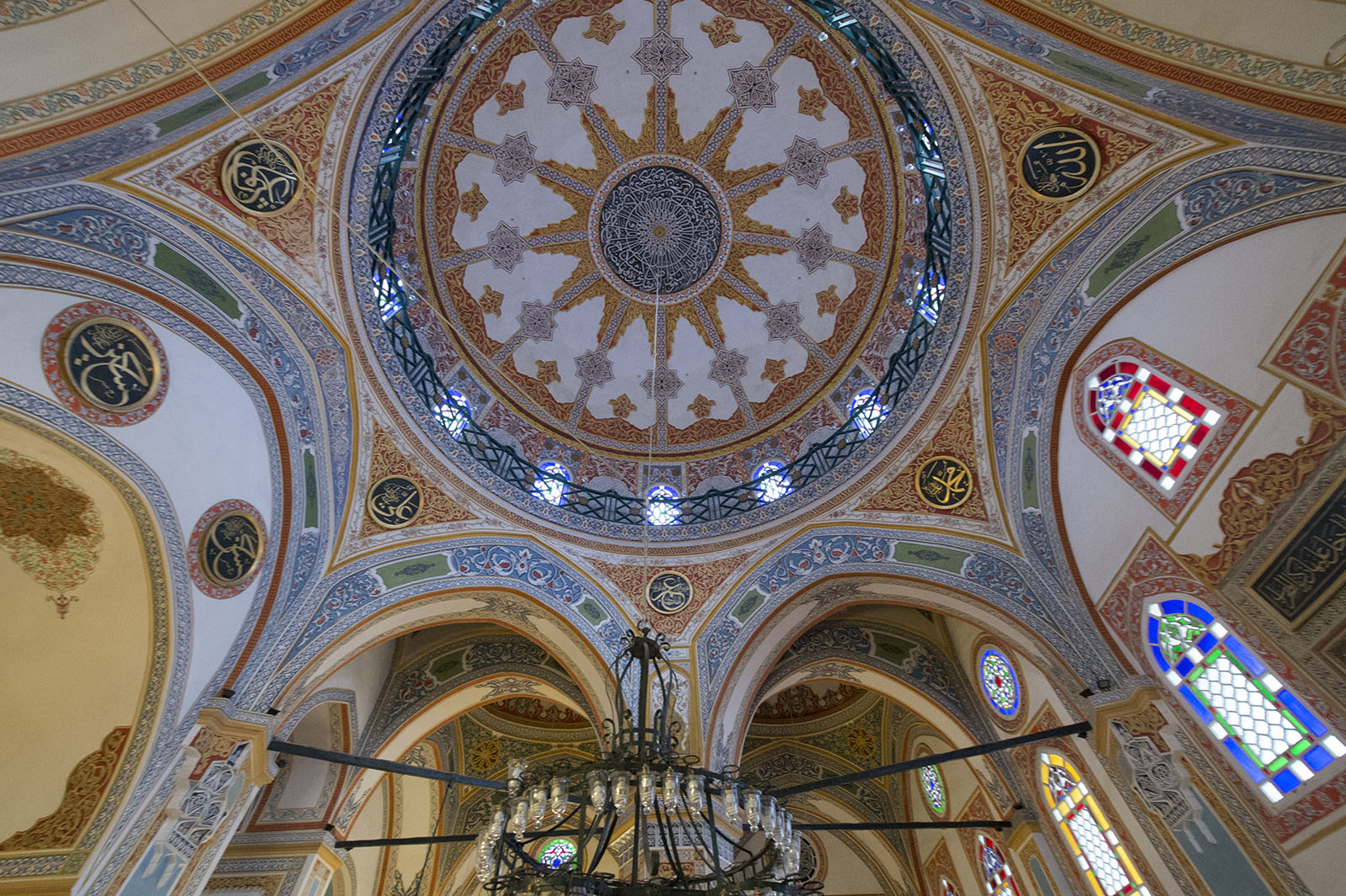
نمای داخلی مسجد سنان

## تاریخ
این مسجد از سوی دریاسالار سینان پاشا که برادر کوچکتر وزیر اعظم عثمانی به نام رستم پاشا بود، وقف شد. سنان پاشا در سال ۱۵۵۴ درگذشت و کار ساخت مسجد پس از مرگ او آغاز شد. کتیبه ای به زبان عربی به شکل طلاکاری شده، بالای دروازه طاقدار مسجد، تاریخ اتمام ساخت را نوامبر/دسامبر سال ۱۵۵۵ میلادی ثبت کرده‌است. کتیبه ترکی حکاکی شده در اطراف حوض آبنمای مرمری سفید در حیاط نیز تاریخ پایان را بین سال ۱۵۵۵–۱۵۵۶ ثبت کرده‌است. 

## معماری
محوطه مسجد از سه طرف توسط مدرسه احاطه شده‌است. یک سقف سوله ای دارد که روی ستون‌های کوتاه تکیه می‌کند و حجره‌های کلاس درس ندارد. در مرکز حیاط یک آبخوری مستطیل شکل قرار دارد.

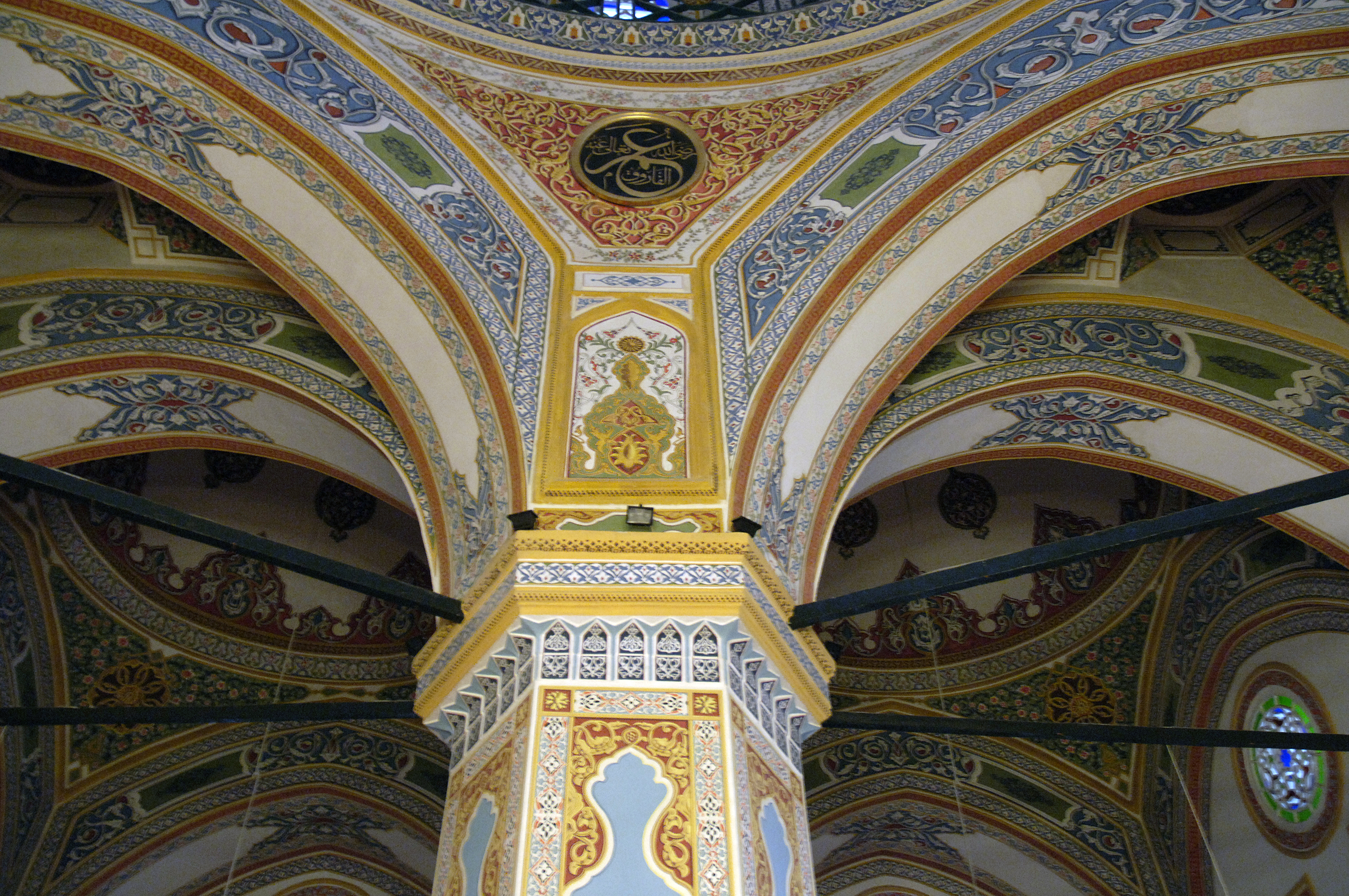
ستون‌های مسجد

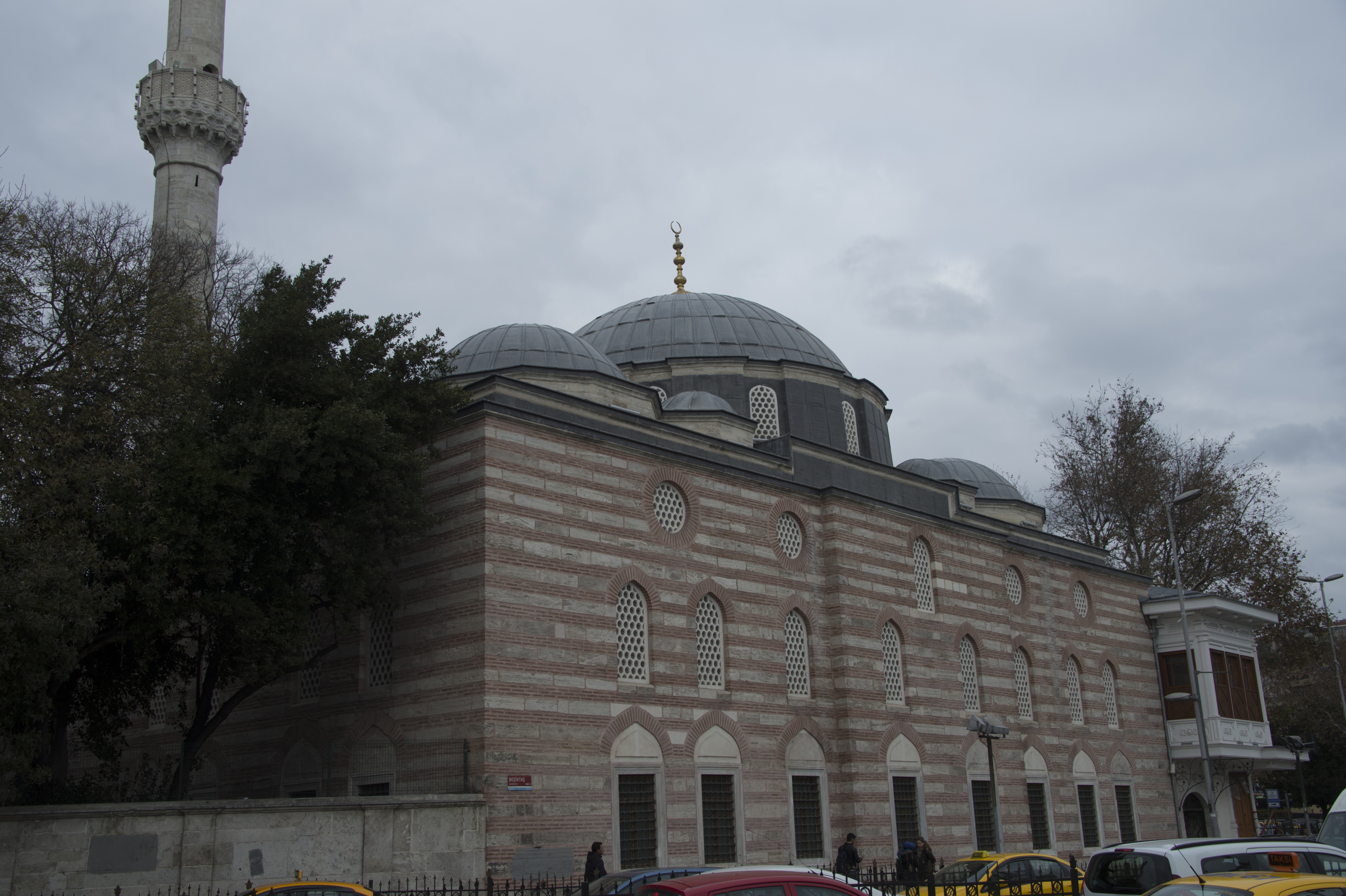
مصالح آجر و سنگ در ساختار مسجد

مسجد از لایه‌های متناوب سنگ و آجر ساخته شده‌است. ضلع شمالی مسجد در ابتدا دارای یک رواق دوتایی بوده‌است اما در سال ۱۷۴۹، رواق داخلی با پنج گنبد در نمازخانه گنجانده شد. گنبد ۱۲٫۶ متری بر روی شش طاق با دوپایه شش ضلعی ایستاده‌است. در حال حاضر تزئینات منقوش اصلی باقی نمانده‌است. منبر مسجد نیز بسیار ساده از سنگ مرمر سفید ساخته شده‌است.  حمام مسجد، که بخشی از موقوفه اولیه را تشکیل می‌داد، در سال ۱۹۵۷ تخریب شد 
طراحی مسجد سینان پاشا با مسجد قبلی اوچ شرفلی در ادرنه که از سال ۱۴۳۷ تا ۱۴۴۸ قدمت دارد، مقایسه شده‌است. در هر دو مسجد یک گنبد بر روی شش طاق با دو تیرک مستقل تکیه داده شده‌است.  